# Petropavl
Petropavl, altresì conosciuta come Petropavlovsk (in kazako Петропавл?; in russo Петропавловск?), è una città del Kazakistan, capoluogo della Regione del Kazakistan Settentrionale.
L'insediamento sorge sulle rive del fiume Išim, ai confini con la Russia, circa 350 km a ovest di Omsk.

## Storia
Petropavl venne fondata nel 1752 come forte russo, per poi evolversi a insediamento e ricevere lo status di città nel 1807; fino alla rivoluzione russa del 1917 era un importante centro per lo scambio di seta e tappeti.

## Infrastrutture e trasporti
La città è servita dall'Aeroporto di Petropavlovsk, situato a pochi chilometri dal centro.

## Clima
| Petropavl (1991-2020)       | Mesi         | Mesi         | Mesi         | Mesi         | Mesi         | Mesi        | Mesi        | Mesi        | Mesi        | Mesi         | Mesi         | Mesi         | Stagioni | Stagioni | Stagioni | Stagioni | Anno  |
| Petropavl (1991-2020)       | Gen          | Feb          | Mar          | Apr          | Mag          | Giu         | Lug         | Ago         | Set         | Ott          | Nov          | Dic          | Inv      | Pri      | Est      | Aut      | Anno  |
| --------------------------- | ------------ | ------------ | ------------ | ------------ | ------------ | ----------- | ----------- | ----------- | ----------- | ------------ | ------------ | ------------ | -------- | -------- | -------- | -------- | ----- |
| T. max. media (°C)          | −12,5        | −10,0        | −2,0         | 10,1         | 19,8         | 24,1        | 25,0        | 23,3        | 17,0        | 8,9          | −3,1         | −9,8         | −10,8    | 9,3      | 24,1     | 7,6      | 7,6   |
| T. media (°C)               | −16,5        | −14,7        | −6,9         | 4,7          | 13,3         | 18,1        | 19,5        | 17,4        | 11,2        | 4,3          | −6,6         | −13,7        | −15,0    | 3,7      | 18,3     | 3,0      | 2,5   |
| T. min. media (°C)          | −20,8        | −19,5        | −11,7        | −0,4         | 6,8          | 12,1        | 14,0        | 12,1        | 6,1         | 0,4          | −10,1        | −17,7        | −19,3    | −1,8     | 12,7     | −1,2     | −2,4  |
| T. max. assoluta (°C)       | 4,5 (1948)   | 6,7 (2016)   | 14,5 (2008)  | 31,0 (1982)  | 37,2 (1980)  | 40,3 (1931) | 40,5 (1940) | 38,6 (1952) | 33,6 (2003) | 26,7 (2018)  | 15,6 (1932)  | 3,7 (1967)   | 6,7      | 37,2     | 40,5     | 33,6     | 40,5  |
| T. min. assoluta (°C)       | −48,0 (1901) | −42,5 (1951) | −36,8 (1915) | −26,4 (1963) | −17,6 (2007) | −2,6 (1901) | 1,3 (1901)  | −4,0 (1901) | −9,4 (1901) | −25,6 (1940) | −37,5 (1987) | −45,0 (1901) | −48,0    | −36,8    | −4,0     | −37,5    | −48,0 |
| Nuvolosità (okta al giorno) | 6,8          | 5,9          | 5,8          | 5,9          | 6,1          | 6,0         | 6,1         | 6,2         | 6,5         | 7,0          | 7,2          | 6,6          | 6,4      | 5,9      | 6,1      | 6,9      | 6,3   |
| Precipitazioni (mm)         | 19           | 17           | 20           | 24           | 33           | 45          | 69          | 45          | 31          | 30           | 30           | 25           | 61       | 77       | 159      | 91       | 388   |
| Giorni di pioggia           | 1            | 1            | 4            | 8            | 14           | 14          | 13          | 14          | 15          | 12           | 5            | 2            | 4        | 26       | 41       | 32       | 103   |
| Giorni di neve              | 20           | 17           | 14           | 6            | 2            | 0,1         | 0,0         | 0,0         | 0,0         | 8,0          | 17,0         | 20,0         | 57,0     | 22,0     | 0,1      | 25,0     | 104,1 |
| Giorni di nebbia            | 2            | 1            | 4            | 2            | 1            | 1           | 2           | 3           | 2           | 2            | 2            | 2            | 5        | 7        | 6        | 6        | 24    |
| Umidità relativa media (%)  | 82           | 80           | 80           | 69           | 58           | 62          | 69          | 71          | 71          | 77           | 84           | 82           | 81,3     | 69       | 67,3     | 77,3     | 73,8  |
| Vento (direzione-m/s)       | SW 4,5       | SW 4,5       | SW 4,4       | SW 4,8       | W 4,5        | W 3,8       | NW 3,2      | W 3,4       | SW 3,9      | SW 4,0       | SW 4,4       | SW 4,5       | 4,5      | 4,6      | 3,5      | 4,1      | 4,2   |